# Victor Michel (1915-1982)
Victor Michel (Limburg, 20 september 1915 - Brussel, 5 november 1982) was een Belgisch politicus voor de PSC.

## Levensloop
Victor Michel groeide op in een bescheiden landbouwersgezin. Nadat hij het lager onderwijs had doorgelopen, volgde hij drie jaar de Grieks-Latijnse humaniora, waarna hij op zijn vijftiende als leerling-fotograaf in verschillende studio's ging werken. Tegelijkertijd werkte hij aan zijn verdere intellectuele ontwikkeling. Via avondonderwijs behaalde hij een diploma van technisch- en handelsingenieur en bovendien behaalde hij met grote onderscheiding het diploma van maatschappelijk assistent aan de Sociale Hogeschool in Heverlee, waar latere kaderleden van de christelijke arbeidersbeweging werden opgeleid. Tijdens zijn legerdienst, die hij vervulde op de vliegbasis van Bierset, specialiseerde Michel zich in luchtfotografie en werd hij gepromoveerd tot onderofficier.
Als militant van de Jeunesse ouvrière chrétienne (JOC) ging Victor Michel gaandeweg steeds meer verantwoordelijkheden bekleden in de jongerenafdeling van de christelijke arbeidersbeweging. Hij werd achtereenvolgens voorzitter van de lokale JOC-afdeling in Verviers, lid van het JOC-bestuur van het arrondissement Verviers, verantwoordelijke  voor JOC-afdeling voor soldaten in het garnizoen van Luik. Van 1936 tot 1943 werkte hij dan als propagandist op het algemeen secretariaat van de JOC. 
Na de uitbraak van de Tweede Wereldoorlog in 1939 werd Victor Michel gemobiliseerd en in mei 1940 streed hij mee in de Achttiendaagse Veldtocht, waarbij hij geblesseerd raakte. Hierdoor slaagde hij erin om, in tegenstelling tot vele Franstalige soldaten, te ontsnappen aan krijgsgevangenschap en wegvoering naar Duitsland. Eens hersteld hervatte hij zijn activiteiten binnen de JOC en werd hij aangesteld tot vierde voorzitter van het JOC in Wallonië en Brussel. In die hoedanigheid reorganiseerde hij het secretariaat-generaal van de jongerenbeweging en verspreidde hij propaganda tegen de nationaalsocialistische ideologie van de Duitse bezetter. Hij was tevens actief in het verzet en was aangesloten bij het Socrate-netwerk, dat was opgericht om te voorzien in de behoeften van werkweigeraars die niet wilden ingaan op de verplichte tewerkstelling die de bezetter had ingesteld. In juni 1942 werd Michel met verschillende andere leiders van de christelijke arbeidersbeweging gearresteerd door de Gestapo en opgesloten in de gevangenis van Sint-Gillis, maar in september van dat jaar werd hij onder druk van de katholieke kerk weer vrijgelaten. Vervolgens trad hij toe tot het inlichtingennetwerk Service de renseignement et d’action, waar hij in april 1944 de rang van adjudant kreeg.
Na de Bevrijding was hij een van de oprichters van de Mouvement Populaire des Familles, waarvan hij van 1944 tot 1949 algemeen voorzitter was. De MPF wilde via een gezinswerking bijdragen aan de evangelisatie van het arbeidersmilieu, maar ging gaandeweg de belangen van arbeidersgezinnen verdedigen over de politieke en religieuze grenzen heen. Dit was niet naar de zin van de leiding van de Mouvement ouvrier chrétien (MOC), die in 1949 de concurrerende Equipes Populaires oprichtte en haar militanten ertoe aanzette om lid te worden van deze organisatie. Het betekende de doodsteek voor het MPF.
Binnen de MOC was Michel een van de roergangers van de gezinsvereniging Action familiale populaire en de studiedienst Comité d’étude et d’action familiale. Gedurende enkele jaren was hij ook ondervoorzitter van de Hoge Raad voor het Gezin. In 1947 was hij een van de oprichters van de internationale gezinsvereniging Union internationale des organismes familiaux (UIOF), waarvan hij ondervoorzitter was. Vanaf 1958 bevorderde hij vanuit het UIOF de oprichting van een Europese afdeling, COFACE, waar hij van 1968 tot 1979 beheerder was.
Ondertussen bouwde Victor Michel ook een carrière uit binnen de MOC. Hij was achtereenvolgens nationaal propagandist, van 1950 tot 1960 Franstalig secretaris-generaal en adjunct-nationaal secretaris, van 1960 tot 1973 secretaris-generaal en van 1973 tot 1979 voorzitter. Ook stond hij voor de sociale scholen van de christelijke arbeidersbeweging, alsook voor de centrale voor arbeidersopvoeding. In 1954 was hij een van de oprichters van het Comité national pour la défense de la liberté et de la démocratie (CDLD), dat de belangen van het katholiek onderwijs verdedigde en campagne voerde tegen het beleid van de socialistische onderwijsminister Léo Collard. Ook was hij de oprichter van verschillende onderwijsinstituten en zetelde hij in de raad van beheer van het christendemocratische dagblad La Cité. Van 1971 tot 1980 was hij daarnaast ondervoorzitter van de Nationale Vereniging voor Christelijke Coöperatieven (FNCC).
Via de MOC verzeilde Victor Michel in de PSC. Van 1958 tot 1964 zetelde hij in het nationaal comité en van 1964 tot 1968 in het nationaal bureau van de unitaire CVP-PSC. In een periode van communautaire beroering was hij van juni tot juli 1968 interim-voorzitter van de Franstalige PSC, waarna hij lid werd van het partijbestuur van de autonome PSC. Op communautair vlak verdedigde hij de belangen van de Franstaligen: hij vond dat de rechten van de Franstaligen in de Brusselse Rand gerespecteerd moesten worden, was van 1964 tot 1969 lid van de Franstalige afdeling van de Vaste Commissie voor Taaltoezicht die 'dwalingen' in het taalbeleid aan de kaak stelde en verzette zich tegen de splitsing van de Katholieke Universiteit Leuven en de overheveling van de Franstalige afdeling van de universiteit naar Waals-Brabant. Binnen de PSC was hij tevens een van de leidende figuren van de linkse vleugel Démocratie Chrétienne.
In juni 1979 werd Victor Michel vanop de tweede plaats van de PSC-lijst verkozen in het eerste rechtstreeks verkozen Europees Parlement. Hij was er een van de sleutelfiguren van de christendemocratische drukkingsgroep EUCDW, die de belangen van arbeidersorganisaties wilde uitdragen binnen de Europese Volkspartij. In het Europees Parlement was hij daarnaast een actief lid van de commissie Ontwikkelingssamenwerking en van de raadgevende vergadering ACS-EEG. Hij wijdde het essentieelste deel van zijn parlementaire werk aan het bevorderen van de rechten van de Derde Wereld, het herstel van de Noord-Zuid-dialoog, de strijd tegen honger in de wereld en de nucleaire wapenwedloop. Ook sociaal-economische kwesties lagen hem na aan het hart, zoals werkgelegenheid, de herstructurering van de staalindustrie en de sociale rechten voor werknemers van multinationals. Victor Michel zetelde in het Europees Parlement tot aan zijn overlijden in september 1982, toen een hartaanval hem fataal werd.